# Monsters & Co.
Monsters & Co. (Monsters, Inc.) è un film d'animazione del 2001 diretto da Pete Docter, Lee Unkrich e David Silverman (questi ultimi due in veste di co-registi); prodotto da Pixar Animation Studios e distribuito da Buena Vista International (Walt Disney Pictures).
La pellicola, scritta da Andrew Stanton e Daniel Gerson (basato su un soggetto originale di Docter, Jill Culton, Jeff Pigdeon e Ralph Eggleston), è il 4º lungometraggio d'animazione Pixar. Il cast vocale è formato da Billy Crystal, John Goodman, Mary Gibbs e Steve Buscemi.
Acclamato da critica e pubblico, il film ha ottenuto diversi riconoscimenti, tra cui un Oscar 2002 per la Miglior canzone (If I Didn't Have You, testo e musica di Randy Newman), su 4 candidature (tra cui anche Miglior film d'animazione, poi perso a favore di Shrek della DreamWorks Animation).

## Trama
La città di Mostropoli, abitata da mostri di ogni genere, ricava l'elettricità di cui ha bisogno dalla centrale elettrica cittadina, la "Monsters & Co.", che converte le urla dei bambini umani in energia elettrica. I mostri che vi lavorano spaventano i bambini di tutto il mondo, allo scopo di farli urlare per la paura, giungendo nelle loro camere di notte attraverso delle porte speciali, che sono l'unico collegamento tra il mondo dei mostri e quello degli esseri umani. James Sullivan, detto "Sulley", è uno dei mostri che spaventano i bambini, vive insieme all'aiutante ed amico Mike Wazowski ed è il migliore spaventatore dell'azienda, classifica nella quale il secondo posto è occupato dal suo invidioso rivale Randall Boggs. I mostri hanno a loro volta una grande paura degli esseri umani, perché li credono pericolosi e infetti, e per questo motivo hanno il terrore che un'operazione di spavento non vada a buon fine e di entrare in contatto con gli umani ed i loro oggetti per qualsiasi motivo.
Un giorno, finito il turno di lavoro, Sulley nota una porta che non è stata rimessa a posto e vi entra per controllare se per caso vi sia un mostro rimasto nel mondo degli umani, ma così facendo permette a una bambina di introdursi nel mondo dei mostri. Terrorizzato, Sulley cerca in tutti i modi di rimandarla indietro, ma la piccola continua a seguirlo, per niente spaventata ed anzi divertendosi nel rincorrerlo. Quando finalmente riesce a rinchiuderla in una valigia e si prepara a lanciarla attraverso la porta, da essa esce Randall, che rimette a posto la porta. Preoccupato, Sullivan porta con sé la bambina, che ha soprannominato Boo, da Mike, che nel frattempo sta cenando con la sua fidanzata Celia; la bambina però viene vista, scatenando il panico, e i protagonisti ne approfittano per scappare. I due amici la nascondono a casa loro, mentre gli agenti del Corpo Decontaminazione Antibambino sono all'affannosa ricerca dell'intrusa.
Mike e Sulley scoprono che la bimba non è affatto pericolosa o contaminata come si crede, ma in ogni caso decidono di travestirla come un piccolo mostro e riportarla in azienda l'indomani per rimandarla a casa. Mentre cercano di ritrovare la porta della bambina, scoprono che anche Randall è sulle sue tracce: appena scopre che la bambina è nelle mani di Mike e Sulley, Randall ordina a Mike di riportare la bambina nella sua camera durante la pausa pranzo degli spaventatori.
I due amici trovano la porta giusta e si preparano a liberarsi di Boo, tuttavia Sulley, avendo scoperto che è stato Randall a prelevare la porta e che è sempre Randall il mostro di cui Boo dice di avere molta paura, tentenna nel rimettere la bambina a letto. Mike, spazientito, salta sul letto della bambina per convincere l'amico, ma in quel momento viene afferrato e rapito da Randall, il quale, credendo che sia Boo, lo chiude in una cassa e lo trasporta in un luogo nascosto. Sulley e Boo lo seguono senza farsi vedere e scoprono che Randall ha messo a punto una grossa macchina che estrae le urla dai bambini: per tale motivo aveva preparato la porta di Boo fuori dall'orario di lavoro per rapire la bambina e usarla come cavia per la macchina, e per lo stesso motivo la rivuole indietro. Sulley riesce a salvare Mike, dopodiché si reca dal direttore dell'azienda, il signor Waternoose, per denunciargli ciò che Randall sta facendo. Waternoose, senza ascoltarlo, lo costringe a fare un possente ruggito nel simulatore, facendo piangere Boo per lo spavento. Scoperta la bambina, Waternoose rivela di essere in realtà alleato con Randall e, sottraendo Boo a Mike e Sulley, li esilia da Mostropoli, spedendoli nel mondo umano, sull'Himalaya, per evitare che possano testimoniare contro di lui: da tempo infatti i bambini si stanno spaventando sempre meno e quindi Waternoose sta collaborando al malefico piano con Randall (il quale vuole approfittarne per scalzare il rivale dalla classifica nell'azienda) per ottenere più urla, pur essendo scontento di dover rinunciare al proprio miglior spaventatore.
Sull'Himalaya, i due amici incontrano e trovano riparo presso un altro mostro esiliato nel mondo degli umani, lo yeti. Dopo essere rientrati a Mostropoli grazie ad una porta aperta in un villaggio vicino, Sulley e Mike corrono a salvare la bambina e iniziano la ricerca della porta giusta, inseguiti da Randall e da Waternoose. Alla fine, Sulley e Mike riescono a sconfiggere ed esiliare nel mondo umano Randall rinchiudendolo in una porta e distruggendola (dopo che il malvagio mostro è stato afferrato e picchiato da Boo, la quale quindi non lo teme più) e a far arrestare Waternoose dal CDA, realizzando una prova schiacciante del losco progetto in cui era coinvolto: lo riprendono mentre dichiara di essere disposto a rapire tutti i bambini possibili pur di ottenere le loro urla per fronteggiare la crisi energetica a Mostropoli ed evitare la chiusura dell'azienda. Sulley, che ormai si era affezionato molto alla piccola, la lascia tornare sana e salva nella sua camera, poi il CDA distrugge la porta. A questo punto la Monsters & Co. rischia di chiudere a causa del passaggio della bambina a Mostropoli e del piano di Waternoose.
In tutta questa avventura, i due amici mostri hanno imparato due cose: la prima è che spaventare i bambini non è una bella cosa, la seconda è che le risate producono un'energia migliore come quantità e qualità rispetto alle urla (infatti quando Boo urlava o piangeva si avevano degli sbalzi di tensione, mentre quando rideva dava luogo a dei veri e propri black out). La centrale elettrica rimane aperta, Sulley ne diventa il nuovo direttore e rivoluziona il sistema di produzione di energia, con i mostri che diventano pagliacci e giocolieri che entrano nelle camere dei bimbi per farli ridere, fermando quindi la crisi energetica, ed è proprio Mike il più divertente dei dipendenti. Lo stesso Mike riesce nel frattempo a recuperare e riassemblare tutti i frammenti della porta di Boo, in diversi mesi; quando Sulley aggiunge l'ultimo tassello, che aveva conservato per ricordo, la porta si riattiva e Sulley può nuovamente incontrare Boo.

## Personaggi
- James P. "Sulley" Sullivan: il protagonista del film è il miglior spaventatore della "Monsters & Co." da molto tempo, è un enorme mostro peloso azzurro e viola, che, da quanto si capisce nel prequel, gli umani scambiano per un orso. Nonostante sappia essere davvero molto spaventoso, quando non è impegnato nel lavoro ha un carattere molto altruista, gentile e dal cuore d'oro. Alla fine si affeziona molto a Boo. È doppiato in inglese da John Goodman e in italiano da Adalberto Maria Merli.
- Michael "Mike" Wazowski: il co-protagonista del film è un piccolo mostro verde a forma di sfera con un solo grande occhio, molto simpatico e dal gran senso dell'umorismo. Miglior amico di Sulley, lavora come aiutante di quest'ultimo, vive insieme a lui ed è fidanzato con Celia. All'inizio è preoccupato per la presenza di Boo, ma alla fine le si affeziona come Sulley. È doppiato in inglese da Billy Crystal e in italiano da Tonino Accolla.
- Boo: è una bimba che viene dal mondo degli umani e sconvolge la tranquilla vita di Sulley e Mike. Non è ancora in grado di parlare correttamente e chiama sempre Sulley "Gatto". Boo è il soprannome che le viene dato da Sulley, ma il suo vero nome è Mary, come scrive nei disegni che fa vedere a Sulley. Si diverte ad esplorare il mondo dei mostri senza minimamente avere paura di nessun mostro, tranne Randall: alla fine, vincendo la paura per quest'ultimo, Boo lo afferra e lo picchia, aiutando Sulley e Mike a fermarlo. È doppiata in inglese da Mary Gibbs e in italiano da Ludovica Grisafi.
- Henry J. Waternoose III: è il proprietario e direttore generale della "Monsters & Co.", l’azienda in cui lavorano Mike e Sulley. È un grosso mostro grigio dall'aspetto simile ad un granchio, con cinque occhi e sei zampe appuntite. Pur avendo un carattere gioviale e mostrando molta stima nei confronti di Sullivan, si rivela senza scrupoli come Randall, perché non gli importa di rapire bambini ed eseguire su di loro terrificanti esperimenti se ciò gli risulta utile per il benessere della sua azienda; per questo motivo si è schierato dalla parte di Randall e lo ha aiutato a creare il suo diabolico macchinario e caccia nel mondo umano Sulley e Mike, venuti a conoscenza del marchingegno, dopo aver sottratto la bambina ad entrambi. Alla fine viene incastrato da Mike ed arrestato dal CDA; lo stesso Sulley gli succederà nel ruolo di direttore dell'azienda, rivoluzionando il sistema di lavoro. È doppiato in inglese da James Coburn e in italiano da Vittorio Di Prima.
- Randall Boggs: l’antagonista principale. È un mostro viola con otto arti simile a un geco, in grado di cambiare colore e mimetizzarsi come un camaleonte e di spostarsi così velocemente da diventare invisibile. È molto sveglio e intelligente, ma anche perfido e privo di scrupoli; è sempre secondo nella classifica dei migliori spaventatori dopo Sulley e vuole rubargli il titolo, anche in maniera amorale e illecita, motivo per cui, in affari con il signor Waternoose, crea un colossale macchinario per estrarre le urla dei bambini e tenta di rapire una bambina che lo teme particolarmente, ovvero Boo, per usarla come cavia, finché essa non viene trovata prima da Mike e Sulley. Alla fine viene sconfitto da Boo, che ha smesso di avere paura di lui, e messo al bando da Mike e Sulley venendo spedito nel mondo umano, finendo in una roulotte i cui abitanti, una donna e suo figlio, lo scambiano per un alligatore e lo respingono a badilate. È doppiato in inglese da Steve Buscemi e in italiano da Daniele Formica.
- Fungo: è un mostriciattolo rosso con tre occhi ed è l'assistente di Randall. Non è di animo cattivo, ma è troppo ingenuo e sottomesso al suo capo per riuscire ad opporsi ai piani malefici in cui esso lo coinvolge. A fine film è uno dei tanti mostri che riprendono il lavoro divertendo i bambini. È doppiato in inglese da Frank Oz e in italiano da Danilo De Girolamo.
- Celia Mae: è la centralinista della "Monsters & Co.", un affascinante mostro di sesso femminile dal corpo longilineo, con dei tentacoli al posto degli arti, dei serpenti al posto dei capelli (ognuno dotato di una propria volontà) e un occhio solo. È la fidanzata di Mike. Inizialmente è ignara di cosa stia accadendo alla "Monsters & Co.", motivo per cui arriva ad arrabbiarsi con Mike credendo che le nasconda qualcosa, ma quando il fidanzato riesce a chiarirsi decide di aiutarlo. Probabilmente è ispirata a Medusa. È doppiata in inglese da Jennifer Tilly e in italiano da Marina Massironi.
- Roz: è l'addetta all'archivio delle pratiche della Monster & Co. Ha un carattere freddo e misterioso, in particolare con Mike, il quale spesso le consegna in ritardo le pratiche del lavoro. Alla fine del film si rivela essere l'agente numero 1 del CDA sotto copertura, in quanto ha da sempre avuto dei sospetti verso l'azienda: l'operato di Mike e Sulley le ha fatto capire che i loschi piani coinvolgevano anche Waternoose, e lei ringrazia i due spaventatori di ciò ma impone comunque la procedura protocollare che prevede la distruzione della porta di Boo. È doppiata in inglese da un uomo, il regista Pixar Bob Peterson, e in italiano dalla cantante, doppiatrice e presentatrice Loretta Goggi.
- Yeti: è un grande mostro peloso bianco, esiliato nel mondo degli umani tra le sperdute vette innevate dell'Himalaya, che ha una grande passione per i gelati al limone. È doppiato in inglese da John Ratzenberger e in italiano da Renato Cecchetto.
- Siringa e Smitty: sono due buffi operai addetti al funzionamento del trita-porte, la macchina utilizzata per distruggere le porte per il mondo umano che si rivelano inutili, in quanto portano nelle stanze dei bambini che non si mostrano impauriti davanti ai mostri o che, peggio ancora, rischiano di entrare in contatto con loro. Sono doppiati in inglese da Daniel Gerson e in italiano da Nanni Baldini (Siringa) e Alessandro Quarta (Smitty).
- George Sanderson: un grosso mostro dal pelo arancione, è uno sfortunato spaventatore che finisce sempre per entrare in contatto con elementi del mondo umano, con conseguente "decontaminazione" da parte del CDA. È doppiato in inglese da Samuel Lord Black e in italiano da Franco Zucca.
- Jerry: è il direttore del Reparto Spaventi (sezione della Monsters & Co. adibita a ospitare le porte speciali attraverso cui i mostri entrano nel mondo degli umani) in cui Sulley, Mike, Randall e George lavorano. Il suo nome è citato solo da Waternoose nel film e non nei titoli di coda. Doppiato in originale da Steve Susskind e in italiano da Paolo Buglioni.
- CDA (Corpo Decontaminazione Antibambino): è l'agenzia addetta alla sicurezza di Mostropoli e alla disinfestazione di agenti ritenuti nocivi, quali esseri umani e loro oggetti. I suoi agenti indossano una speciale tuta protettiva gialla ed intervengono quando un qualsiasi mostro entra in contatto con elementi umani, ad esempio quando uno spaventatore della Monsters & Co. rientra dal mondo umano con degli oggetti umani addosso (evento che viene denominato "23-19"), radendo a zero il mostro in questione, dichiarando temporaneamente inagibile l'intera zona circostante e facendo esplodere l'oggetto. Nella versione originale del film è chiamata Child Detection Agency ("Agenzia rilevamento bambini"). Alla fine si scopre che il loro agente numero 1 è Roz, che lavora per l'azienda sotto copertura.

## Produzione

### Soggetto
L'idea di un film sui mostri è venuta a Pete Docter quando, nell'estate del 1994, lui e il principale team della Pixar (John Lasseter, Andrew Stanton e Joe Ranft) andarono a pranzo per decidere i nuovi film da produrre dopo aver quasi completato il lavoro a Toy Story - Il mondo dei giocattoli, il primo film della Pixar. In quel pranzo sono stati concepiti i soggetti di Toy Story 2, A Bug's Life e Alla ricerca di Nemo, famosissime opere della Pixar. Secondo ciò che ha affermato Docter, egli voleva realizzare un film con un'idea simile a Toy Story, cioè che fosse legato all'immaginazione dei bambini, e ritenne che se i bambini potevano pensare che i giocattoli prendessero vita quando loro erano assenti, avrebbero potuto pensare anche che i mostri uscissero dai loro armadi quando dormivano per spaventarli, quindi suggerì di fare un film sui mostri che, secondo i bambini, potrebbero vivere sotto i letti e negli armadi.
Mentre Lasseter e Stanton lavoravano ad A Bug's Life e a Toy Story 2, Docter lavorò al film sui mostri. Prima di scegliere il titolo si riferiva al film come Hidden City (il nome del ristorante in cui aveva ideato il film). Nel febbraio 1997, Docter aveva redatto un trattamento insieme a Harley Jessup, Jill Culton e Jeff Pidgeon che aveva una certa somiglianza con il film finale. Docter ha presentato la storia alla Disney con alcune illustrazioni iniziali il 4 febbraio di quell'anno. Lui e il suo team della storia se ne andarono con alcuni suggerimenti in mano e tornarono a presentare una versione raffinata della storia il 30 maggio. In questo incontro, l'animatore Disney di lunga data Joe Grant, il cui lavoro si estendeva fino a Biancaneve e i sette nani, ha suggerito il titolo Monsters, Inc., ispirato ad un'opera teatrale sul titolo di un film di gangster Murder, Inc., che non venne mai realizzato. Il film è il primo lungometraggio della Pixar a non essere diretto da Lasseter, essendo invece diretto da Docter, così come Lee Unkrich e David Silverman che sono stati co-registi.

### Scrittura
La storia ha subito molti cambiamenti durante la produzione. La prima idea era quella di un uomo che aveva disegnato dei mostri in un quaderno da bambino e che veniva ancora perseguitato da tali mostri all'età di 30 anni, con ogni mostro che rappresentava una delle paure della sua infanzia e, ogni volta che il protagonista ormai adulto vinceva una di tali paure, uno dei mostri scompariva. Dopo aver scartato quest'idea, Docter ha avuto l'idea di un bambino che faceva amicizia con un mostro, intitolato semplicemente Monsters, in cui il personaggio mostruoso (conosciuto in questa fase con il nome di Johnson) era un capace lavoratore di un'azienda che aveva come scopo spaventare i bambini. L'eventuale compagno di Sulley, Mike Wazowski, non era stato ancora aggiunto.

## Distribuzione
Il film è stato presentato in anteprima il 28 ottobre 2001 all'El Capitan Theatre di Hollywood, in California. È uscito nelle sale il 2 novembre 2001 negli Stati Uniti, in Australia il 26 dicembre 2001 e nel Regno Unito l'8 febbraio 2002. L'uscita in Italia avvenne a partire dal 15 marzo 2002.
L'uscita nelle sale è stata accompagnata dal cortometraggio animato della Pixar "Pennuti Spennati", diretto da Ralph Eggleston, e premiato con l'Oscar al Miglior cortometraggio d'animazione 2002. In seguito il corto è stato inserito come contenuto extra del DVD del film.

### Edizione italiana
La direzione del doppiaggio e i dialoghi italiani sono a cura di Carlo Valli, per conto della Cast Doppiaggio srl. La direzione musicale è stata affidata a Ermavilo. La canzone "Se non fossi con te" (in originale, If I Dindn't HaveYou) è stata cantata da Tonino Accolla e Adalberto Maria Merli, doppiatori italiani dei due protagonisti.

### Edizione 3D
Dal 28 marzo 2012, è stato ridistribuito in una nuova versione 3-D, curata dai Walt Disney Studios Motion Pictures Italy.

## Accoglienza

### Incassi
A fronte di un budget di circa 115000000 $, il film ha incassato a livello mondiale 579723768 $, di cui 290642256 $ in Nordamerica.

### Critica
Il film è stato accolto in maniera generalmente positiva dalla critica cinematografica. L'aggregatore di recensioni Rotten Tomatoes ha assegnato al film un punteggio del 96% sulla base di 199 recensioni. Il commento del sito recita: "Intelligente, divertente e piacevole da guardare, Monsters, Inc. offre un altro clamoroso esempio di come la Pixar abbia elevato il livello dell'animazione moderna per tutte le età". Metacritic, che assegna un punteggio tra le 100 migliori recensioni dei critici tradizionali, ha calcolato un punteggio di 79 sulla base di 35 recensioni, indicando "recensioni generalmente favorevoli".

## Riconoscimenti
- 2002 - Premio Oscar
  - Miglior canzone (If I Didn't Have You) a Randy Newman
  - Candidatura per Miglior film d'animazione a Pete Docter e John Lasseter
  - Candidatura per Migliore colonna sonora a Randy Newman
  - Candidatura per Miglior montaggio sonoro a Gary Rydstrom e Michael Silvers
- 2002 - Premio BAFTA
  - Premio dei bambini al miglior film a Darla K. Anderson, Pete Docter, Andrew Stanton e Daniel Gerson
- 2003 - Grammy Award
  - Miglior canzone (If I Didn't Have You) a Randy Newman
  - Candidatura per Miglior colonna sonora a Randy Newman
- 2001 - Los Angeles Film Critics Association Award
  - Candidatura per Miglior film d'animazione a David Silverman, Pete Docter e Lee Unkrich
- 2001 - New York Film Critics Circle Awards
  - Candidatura per Miglior film d'animazione
- 2001 - Phoenix Film Critics Society Awards
  - Miglior film d'animazione
  - Candidatura per Miglior film per la famiglia
  - Candidatura per Miglior canzone (If I Didn't Have You) a Randy Newman
- 2001 - San Diego Film Critics Society Awards
  - Premio Speciale a Steve Buscemi
- 2001 - Satellite Award
  - Candidatura per Miglior film d'animazione o a tecnica mista
- 2002 - ASCAP Award
  - Top Box Office Films a Randy Newman
- 2002 - Bogey Awards
  - Bogey Award in Argento
- 2002 - Critics' Choice Movie Award
  - Candidatura per Miglior film d'animazione
- 2002 - Eddie Award
  - Candidatura per Miglior montaggio in un film commedia o musicale a Jim Stewart
- 2002 - Golden Reel Award
  - Candidatura per Miglior montaggio (Film straniero, d'animazione o domestico)
  - Candidatura per Miglior montaggio (Effetti sonori)
- 2002 - Golden Trailer Awards
  - Miglior film d'animazione/per la famiglia
  - Candidatura per Miglior commedia
- 2002 - Hochi Film Awards
  - Miglior film straniero a Pete Docter, David Silverman e Lee Unkrich
- 2002 - Kids' Choice Awards
  - Candidatura per Miglior doppiaggio a Billy Crystal
- 2002 - Online Film Critics Society Awards
  - Candidatura per Miglior film d'animazione
- 2002 - Online Film & Television Association
  - Candidatura per Miglior film d'animazione a Darla K. Anderson
  - Candidatura per Miglior performance fuoricampo a Billy Crystal
  - Candidatura per Miglior performance fuoricampo a John Goodman
- 2002 - Premio Hugo
  - Candidatura per Miglior rappresentazione drammatica
- 2002 - Saturn Award
  - Candidatura per Miglior film fantasy
  - Candidatura per Miglior sceneggiatura a Robert L. Baird e Daniel Gerson
- 2002 - World Soundtrack Awards
  - Miglior canzone (If I Didn't Have You) a Randy Newman, John Goodman e Bill Pullman
  - Candidatura per Colonna sonora originale dell'anno a Randy Newman
  - Candidatura per Compositore dell'anno a Randy Newman
- 2002 - Young Artist Awards
  - Candidatura per Miglior film d'animazione per la famiglia
- 2003 - Annie Award
  - Miglior animazione dei personaggi a Doug Sweetland
  - Candidatura per Miglior film d'animazione
  - Candidatura per Miglior regia a Pete Docter, Lee Unkrich e David Silverman
  - Candidatura per Miglior sceneggiatura a Andrew Stanton e Daniel Gerson
  - Candidatura per Miglior animazione dei personaggi a John Kahrs
  - Candidatura per Miglior character design a Ricky Nierva
  - Candidatura per Miglior colonna sonora a Randy Newman
  - Candidatura per Miglior scenografia a Harley Jessup
- 2003 - Tokyo Anime Award
  - International Theater Award a Pete Docter

## Versione 3D
Il 13 giugno 2013 la versione 3D del film fece da apripista al prequel Monsters University, dopo essere già approdata nelle sale statunitensi il 19 dicembre 2012. Il film è stato mostrato in anteprima al Future Film Festival di Bologna dal 12 al 17 aprile 2013.

## Altri media

### Manga
La prima parte del manga kodomo Monsters & Co. + Lilo & Stitch (モンスターズ・インク + リロ・アンド・スティッチ?, Monsters, Inc. + Lilo & Stitch), disegnato da Hiromi Yamafuji e pubblicato in Giappone nel 2002, costituisce un adattamento del film. La serie consta di un volume tankōbon ed è giunta in Italia a partire dal 10 agosto 2008 nella collana Disney Manga.

### Fumetto
Nel 2009 i Boomi Studios hanno pubblicato una mini-serie di quattro numeri intitolata Monsters. Inc: Laugh factory, seguito del primo film, che descrive il lavoro quotidiano di Sulley e Mike: i due mostri, i loro colleghi e Boo vengono ostacolati da Randall e Waternoose, i quali provano a vendicarsi di loro prima da soli e poi aiutati da un bambino umano che si scoprirà essere Sid Phillips della saga di Toy Story.

### Prequel
Nel 2013 è uscito un prequel del film chiamato Monsters University  che narra le avventure dei tempi in cui Mike e Sullivan frequentavano l'Università dello spavento di Mostropoli. In questo prequel Mike e Sullivan vivono un'accesa competizione, prima di diventare grandi amici, mentre per contro l'amicizia fra Randall e Mike si sviluppa e poi finisce a causa delle ambizioni in particolare del primo.

### Cortometraggi
Esiste anche un cortometraggio che fa da sequel/spin-off del film, intitolato La nuova macchina di Mike.

### Serie televisiva
Il 2 luglio 2021 è stata pubblicata sul servizio streaming Disney+ la serie animata Monsters & Co. la serie - Lavori in corso! (Monsters at Work), che comincia come un midquel del primo film e continua come seguito, quando l'azienda si dedica completamente alla raccolta di energia dalle risate dei bambini.